# Шахтёр (хоккейный клуб, Прокопьевск)
«Шахтёр» Прокопьевск — российская команда по хоккею с шайбой из города Прокопьевска. Выступает в студенческой хоккейной лиге СФО.

## История
Хоккейный клуб основан в 1960-х годах. Первый состав хоккейной команды располагался на базе Прокопьевского горного техникума, команду возглавлял Валерий Юделис. Дебют состоялся в сезоне 1963/64 в классе «Б». В сезоне 1965/66 «Шахтёр» завоевал путевку в класс «А». В четвёртом сезоне в классе «А» финишировал вторым, пропустив алматинский «Автомобилист». В сезоне 1976/77 — 3 место. В следующем сезоне команда заняла за омским «Шинником» вторую строчку, а с ней и путевку в первую лигу класса «А».
Прокопьевский «Шахтёр» в первой лиге играл с переменным успехом вплоть до 1997 года. В 1999 вышел в высшую лигу, где отыграл два сезона, занимая последние места. В 2013 году из-за финансовых проблем клуб принял решение перейти в Сибирскую студенческую хоккейную лигу.
За прокопьевский клуб выступали опытные хоккеисты, игравшие и в высшей лиге — мастера спорта Виктор Картавых («Сибирь»), впоследствии был тренером «Шахтёра», Эдуард Дьяков («Сибирь», омский «Аэрофлот», киевское «Динамо»), Вячеслав Лощинин («Химик»), Владимир Золотухин («Сибирь») игрок, играющий тренер, тренер «Шахтёра», Валерий Смирнов (вратарь, впоследствии тренер «Шахтёра»); кандидаты в мастера спорта Владимир Адаменко, Михаил Константинов (почётный мастер спорта), Александр Гончаров, Александр Леденев. Ворота «Шахтёра» защищали Валерий Смирнов, Александр Митцель (из «Ермака») и Александр Васильев (из «Каучука»). Немалый вклад в развитие прокопьевского хоккея внесли Герман Бедарев (тренер), Анатолий Чернов, Анатолий Жиганов, Владимир Кулешов, Александр Островень, Владимир Первушкин, Олег Васюнин, Александр Самойленко, Сергей Зайцев, Владимир Гречкин,Владимир Цеев, Александр Гагиев, Сергей Красильников, Анатолий Михалев, Владимир Петров.
На стенде спортивной славы Прокопьевского хоккея добавлены имена и размещены спортивные майки с личными игровыми номерами лучших игроков команды «Шахтёр».

## Достижения
- Второе место 1968-69 Чемпионат СССР. Класс «А». 2 лига. Зона Восток
- Финалист Кубка РСФСР: 1973
- Третье место 1976-77 Чемпионат СССР. Класс «А». 2 лига. Зона Восток
- Второе место 1977-78 Чемпионат СССР. Класс «А». 2 лига. Зона Восток
- Второе место 1978-79 Чемпионат СССР. Класс «А». Переходный турнир за право играть в 1 лиге
- Первое место 1980-81 Чемпионат СССР. Класс «А». 2 лига. Зона Восток
- Третье место 1983-84 Чемпионат СССР. 2 лига. Зона Восток
- Третье место 1984-85 Чемпионат СССР. 2 лига. Зона Восток
- Второе место 1985-86 Чемпионат СССР. 2 лига. Зона Восток
- Третье место 1988-89 Чемпионат СССР. 2 лига. 1 этап. 4 зона
- Второе место 1994-95 Первенство России. Высшая лига. 1 этап. Зона Сибирь
- Первое место 1998-99 Первенство России. 1 лига. 1 этап. Зона Сибирь — Дальний Восток
- Первое место в «Кубке региона» в сезоне 2008—2009 гг.
- Третье место в первенстве России среди команд первой лиги Регион «Сибирь Дальний-Восток» в сезоне 2009—2010 гг.
- Второе место в первенстве России среди команд первой лиги Регион «Сибирь Дальний-Восток» в сезоне 2010—2011 гг.
- Первое место в первенстве России среди команд первой лиги в сезоне 2010—2011 гг.
- Второе место в первенстве России среди команд Российской хоккейной лиги дивизион «Восток» в сезоне 2011—2012 гг.
- Первое место в первенстве России среди команд Российской хоккейной лиги Регион «Сибирь — Дальний Восток» в сезоне 2012—2013 гг.
- Первое место в первенстве России среди команд Студенческой Хоккейной Лиги СФО в сезоне 2013—2014 гг.
- Первое место в первенстве России среди команд Студенческой Хоккейной Лиги СФО в сезоне 2014—2015 гг.
- Второе место в первенстве России среди команд Студенческой Хоккейной Лиги СФО в сезоне 2015—2016 гг.
- Второе место в первенстве России среди команд Студенческой Хоккейной Лиги СФО в сезоне 2016—2017 гг.

## Статистика выступлений

### Регулярный чемпионат
Первая лига
| Сезон     | Место | Игры | Шайбы   | Очки |
| --------- | ----- | ---- | ------- | ---- |
| 2009-2010 | 3     | 54   | 248-131 | 126  |
| 2010-2011 | 2     | 56   | 299-125 | 125  |

Российская хоккейная лига
| Сезон     | Место | Игры | Шайбы  | Очки |
| --------- | ----- | ---- | ------ | ---- |
| 2011-2012 | 2     | 40   | 221-92 | 98   |
| 2012-2013 | 1     | 40   | 175-98 | 91   |

Студенческая Хоккейная Лига СФО 
| Сезон     | Место | Игры | Шайбы  | Очки |
| --------- | ----- | ---- | ------ | ---- |
| 2013-2014 | 1     | 24   | 202-74 | 63   |
| 2014-2015 | 1     | 24   | 208-49 | 67   |
| 2015-2016 | 2     | 28   | 180-94 | 68   |
| 2016-2017 | 2     | 24   | 149-73 | 55   |
| 2017-2018 | 1     | 16   | 121-66 | 42   |

## Главные тренеры
| № | ФИО                             | Годы       |
| - | ------------------------------- | ---------- |
| 1 | Владимир Владимирович Громилин  | 2009—2011  |
| 2 | Василий Павлович Олейник        | 2011—2014  |
| 3 | Александр Дмитриевич Самойленко | 2014—н. в. |